# Bulgari
Bulgari (estilizado como BVLGARI), é uma casa de moda de luxo italiana fundada em 1884.

## A origem do nome
O nome da marca normalmente escreve-se "BVLGARI", segundo o alfabeto clássico em latim (onde V = U) e tem origem no sobrenome do fundador grego da empresa, Sotirios Voulgaris (em grego: Σωτήριος Βούλγαρης pronúncia em grego: [soˈtirjos ˈvulɣaris], italiano : Sotirio Bulgari, 1857–1932). O fundador da marca é um representante da família Búlgaros de Corfu, daí o nome.

## Histórico

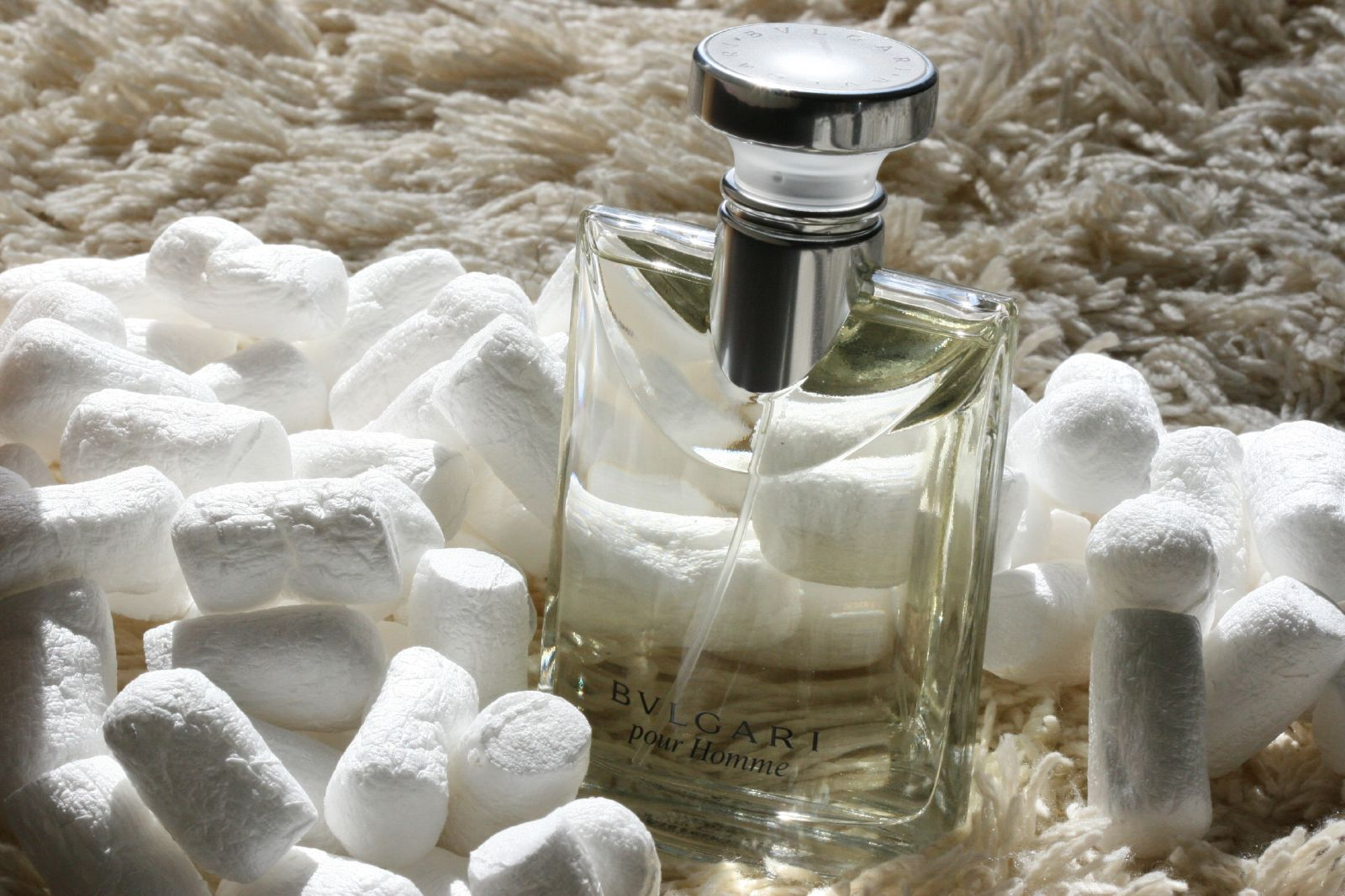
Perfume Bulgari.

### As origens: Sotorios Voulgaris
Em meados do século XIX, Sotirio Bulgari, descendente de uma família grega e foi um ourives grego originário da Paramícia, uma vila na região de Epiro (Império Otomano) onde abriu sua primeira loja, ainda existente hoje. Em 1877, ele se mudou para Corfu, e depois para Nápoles. Em 1881, ele chegou a Roma e abriu outras lojas de ourivesaria e antiguidades, incluindo uma loja aberta em 1884, na Via Sistina.
Em 1905, a loja da Via Sistina foi substituída pela atual flagship store na Via Condotti, hoje “monumento histórico”. Sotirios Voulgaris trabalhava com a ajuda de seus dois filhos: Costantino (1889–1973) e Giorgio (1890–1966). Nesta época, a loja se chamava “Old Curiosity Shop” para atrair clientes anglo-saxões, vindos dos Estados Unidos ou da Grã Bretanha . Somente em 1910 ele começou a se especializar em joalheria, com criações inspiradas pela escola parisiense ou americana. 
Durante as primeiras décadas do século XX, os dois irmãos desenvolveram um grande interesse por pedras preciosas e jóias. Foi nesta época que a BVLGARI entrou de vez na esfera das grandes grifes internacionais, com a apresentação de um par de brincos criado por Constantino Bulgari, em estilo art deco, feitos com diamantes, safiras, rubis e esmeraldas, na exposição Internacional de Artes e Joalheria em Paris, no ano de 1925.
Em 1932, seus filhos assumiram o controle da empresa. Sotirios morreu em 1934. No mesmo ano, a loja da Via Condotti foi ampliada. A loja foi inaugurada em 9 de abril de 1934.

### Os anos 50-60: La dolce vita
Com a instalação dos estúdios da Cinecitta em Roma, a loja romana passou a atender as personalidades da Sétima Arte: Elizabeth Taylor, Marlene Dietrich, Clark Gable, Gary Cooper, Audrey Hepburn, Sophia Loren, Romy Schneider e Gina Lollobrigida.

### Os anos 70-00: a expansão internacional e a diversificação das atividades da Bulgari
A abriu suas primeiras lojas em Nova York, Paris, Genebra e Monte Carlo nos anos 1970. Por muitos anos, a empresa manteve um showroom no hotel nova-iorquino Pierre Hotel.
Em 1984, os netos de Sotirio, Paolo e Nicola Bulgari foram nomeados Presidente e Vice-Presidente da empresa e seu sobrinho Francesco Trapani foi nomeado Diretor Geral. O projeto de Trapani para diversificar a empresa teve início nos anos 1990 com o lançamento de uma linha de perfumes Bulgari. Durante seu mandato, a empresa se estabeleceu como uma marca de luxo, reconhecida no mundo inteiro.
No início de 2001, a Bulgari criou uma joint venture com a divisão de luxo da Marriott International, que também administra a empresa Ritz-Carlton Hotel L.L.C., para lançar uma nova marca de hotéis de luxo, a Bulgari Hotels & Resorts. A Bulgari abriu seu primeiro hotel em Milão em 2004, uma estação em Bali em 2006 e outro hotel em Londres em 2012. Em 2011, Bulgari Bali foi eleito pelos leitores da revista Smart Travel Asia, como o segundo melhor lugar para se hospedar na Ásia.
Em 1995, a empresa abriu o capital na bolsa italiana. A empresa teve um aumento de receita de 150% entre 1997 e 2003. 

### Os anos 2010: a aquisição da Bulgari pelo grupo LVMH
Em 7 de março de 2011, o grupo LVMH anunciou a aquisição de 51 % do capital do grupo e o plano de realizar uma Oferta Pública de Compra amigável. Durante o dia, a ação valorizou quase 60 % na bolsa de Milão4. A participação do grupo LVMH finalmente chega a 98,09 % em setembro do mesmo ano5. Em fevereiro de 2012, a família Bulgari revende sua participação no grupo LVMH por 236,7 milhões de euros. 
O antigo diretor da Bulgari participa da divisão de “relógios e joias” do grupo, enquanto o antigo diretor da Fendi, saiu da divisão de “Moda e Artigos de Couro” e assumiu a direção da joalheria italiana 2. 
O grupo LVMH, proprietário no valor final de 3,7 bilhões de euros, apoia o desenvolvimento da marca: aumentou os investimentos publicitários, criou uma central de compras para todas as marcas de joalheiras do grupo, anunciou a intenção de instalar a marca italiana na place Vendôme até 2015, substituindo a joalheria Buccellati. 
Em  2012, a Bulgari conta com 180 pontos de venda próprios no mundo: o desenvolvimento internacional está acelerado, assim como a aquisição de franquias da marca2.

## Evolução das formas
As joias desenhadas no início dos anos 20-30 seguem o estilo art déco com linhas claras e estilização geométrica, sempre combinado ao uso de platina.  Os anos 30 foram marcados por criações mais chamativas com diamantes em diferentes tamanhos combinados a pedras coloridas: safiras, esmeraldas, e rubis. Alguns ornamentos eram “conversíveis” e podiam ser usados como colares ou pulseiras, e broches podiam ser usados como pendentes. 
Limitados pelas restrições impostas pela Segunda Guerra Mundial, a maison Bulgari mudou a platina e os diamantes pelo uso de ouro e um número menor de pedras. O desenho se torna mais suave e segue a inspiração natural. A Bulgari se afasta das regras da escola francesa e cria um estilo único, inspirado pelo classicismo greco-romano , a renascença italiana e a escola romana de ourivesaria do século XIX.
O boom econômico do pós-guerra permite a volta das criações em metal branco com pedras preciosas, notadamente diamantes. Ao final dos anos 50, a Bulgari prefere o desenho pontuado por formas mais suaves . Além disso, o uso de cabochons grandes se generaliza e se torna sua marca registrada. O estilo Bulgari se caracteriza também por suas formas estruturadas, simétricas e compactas e o resultado colorido da associação de diversas pedras preciosas.  
As criações dos anos 70 se distinguem pela diversidade. Inspiradas em fogos de artifício, na arte oriental com o uso de motivos de serpentes, ou mesmo da pop-art com a coleção “stars and stripes” [estrelas e listras], elogiada por Andy Warhol. Nesta época, o ouro amarelo aparece entre os materiais preferidos e o uso de elementos ovais junto aos cabochons, rodeados de ouro e diamantes se torna a marca registrada da Bulgari, assim como a corrente grossa de ouro.
Os anos 80 se caracterizaram pelos volumes, as cores vivas, as formas simples e os motivos decorativos estilizados. Nos anos 90, o uso de ouro amarelo ainda se destaca, mas o estilo Bulgari é menos estruturado.

## Relogios e pulseiras
A filial suíça da sociedade, a Bulgari Haute Horlogerie SA, é encarregada da produção dos relógios Bulgari. Fundada em 1980, está baseada em Neuchâtel. A Bulgari Haute Horlogerie SA emprega quase 500 pessoas.
A Bulgari desenvolve seus próprios calibres e peças próprias, assim como mecanismos complexos em calibres clássicos. A coleção de relógios Bulgari inclui as seguintes linhas: Bulgari-Bulgari, Sotirio-Bulgari, Assioma, Astrale, Serpenti, B.Zero1, Daniel Roth, Rettangolo, Ergon, Diagono e Octo.

## A marca no mundo
A Bulgari conta com uma rede de distribuição com mais de 300 lojas, nos endereços comerciais mais prestigiados. A maior loja Bulgari do mundo se encontra em Tóquio, na “Bulgari Ginza Towers”, com 940 metros quadrados de espaço de loja, incluindo um restaurante e um bar. 

### América do norte
A lojas Bulgari na América do Norte, assim como seus distribuidores, se encontram em Atlanta, Beverly Hills, Bal Harbour, Boca Raton, Bethesda - (Chevy Chase), Chicago, Costa Mesa, Dallas, Honolulu, Houston, New York, Las Vegas, Los Angeles, Cidade do México, Montreal, Palm Beach, San Francisco, Short Hills, Waikiki, e Scottsdale, Arizona.

### América do sul
As lojas Bulgari na América do Sul encontram-se em Lima, Bogotá, São Paulo, Goiânia, Ilha de Margarita e Quito.